# Франко Осола
Франко Осола (на италиански: Franco Ossola) е италиански футболист, нападател, част от състава на Великият Торино.

## Кариера
Забелязан като младо момче от треньора на Варезе Антонио Яни, той играе за мъжкия отбор в Серия Ц. Първоначално Яни не му позволява да играе, тъй като възнамерява да го продаде на клуба от Серия А Торино, но е принуден да го пуска на терена заради контузията на титулярен играч. Яни се свързва с Феручио Ново, президента на Торино, който го купува за 55 000 лири.
В Торино пристига на 18-годишна възраст през 1939 г. и дебютира в Серия А на 4 февруари 1940 г. В началото на кариерата си в Торино, не може да се наложи, заради присъствието на Пиетро Ферарис, който е титуляр по лявото крило. Осола в крайна сметка става титуляр, взима номер 11 и изиграва 176 мача с 86 гола в Серия А, Алта Италия и Националната дивизия.
Франко Осола загива на 4 май 1949 г. в самолетната катастрофа в Суперга. През 1950 г. футболният стадион във Варезе е преименуван на негово име.

## Отличия
Торино
- Серия А: 1942/43, 1945/46, 1946/47, 1947/48, 1948/49
- Копа Италия: 1942/43